# Fabales
Fabales is een botanische naam, voor een orde van tweezaadlobbige planten: de naam is gevormd uit de familienaam Fabaceae. Een orde onder deze naam wordt nu algemeen erkend door systemen van plantentaxonomie, en zo ook door het APG-systeem (1998) en het APG II-systeem (2003) die de volgende indeling van de orde hanteren:
- orde Fabales
  - familie Fabaceae [oftewel Leguminosae] (vlinderbloemenfamilie)
  - familie Polygalaceae (vleugeltjesbloemfamilie)
  - familie Quillajaceae
  - familie Surianaceae

Ook het Cronquist-systeem (1981) erkende een orde onder deze naam, met een plaatsing in de onderklasse Rosidae. Deze orde was kleiner en omvatte alleen de planten die bij APG de Fabaceae vormen. Cronquist hanteerde de volgende omschrijving:
- orde Fabales
  - familie Caesalpiniaceae
  - familie Fabaceae [of Papilionaceae]
  - familie Mimosaceae

Dus met een andere status voor de onderfamilies: deze werden gepromoveerd tot families. De andere families die APG hier plaatst, waren in aparte orden geplaatst: de familie Polygalaceae in de orde Polygalales; de overige families in de orde Rosales.